# Lista de recordes da NASCAR Cup Series
- Piloto com mais corridas disputadas - 1.184 - Richard Petty
- Piloto com mais vitórias - Richard Petty - 200[1]
- Piloto com mais poles - Richard Petty - 123 - Richard Petty
- Piloto com mais voltas na liderança - 51,406 - Richard Petty
- Piloto que terminou mais vezes em último lugar - 33 - Joe Nemechek
- Campeões com menos vitórias - 1 - Bill Rexford (1950), Ned Jarrett (1961), Benny Parsons (1973), Matt Kenseth (2003)

## Campeões mais jovens
|    | Piloto          | Idade   | Temporada |
| -- | --------------- | ------- | --------- |
| 1  | Bill Rexford    | 23 anos | 1950      |
| 2  | Jeff Gordon     | 24 anos | 1995      |
| 3  | Kurt Busch      | 26 anos | 2004      |
| 4  | Richard Petty   | 27 anos | 1964      |
| 5  | Herb Thomas     | 27 anos | 1951      |
| 6  | Tim Flock       | 27 anos | 1952      |
| 7  | Terry Labonte   | 28 anos | 1984      |
| 8  | Brad Keselowski | 28 anos | 2012      |
| 9  | Joey Logano     | 28 anos | 2018      |
| 10 | Dale Earnhardt  | 29 anos | 1980      |
| 11 | Rex White       | 30 anos | 1960      |

O texto em negrito indica que o piloto ainda está competindo na Sprint Cup Series.

### Campeões mais velhos
|    | Piloto           | Idade   | Temporada |
| -- | ---------------- | ------- | --------- |
| 1  | Bobby Allison    | 45 anos | 1983      |
| 2  | Dale Jarrett     | 43 anos | 1999      |
| 3  | Lee Petty        | 40 anos | 1954      |
| 4  | Jimmie Johnson   | 41 anos | 2016      |
| 5  | Bobby Isaac      | 38 anos | 1970      |
| 6  | Buck Baker       | 37 anos | 1956      |
| 7  | Cale Yarborough  | 37 anos | 1976      |
| 8  | Martin Truex Jr. | 37 anos | 2017      |
| 9  | Bobby Labonte    | 36 anos | 2000      |
| 10 | Red Byron        | 34 anos | 1949      |

O texto em negrito indica que o piloto ainda está competindo na Sprint Cup Series.

### Pilotos com títulos consecutivos

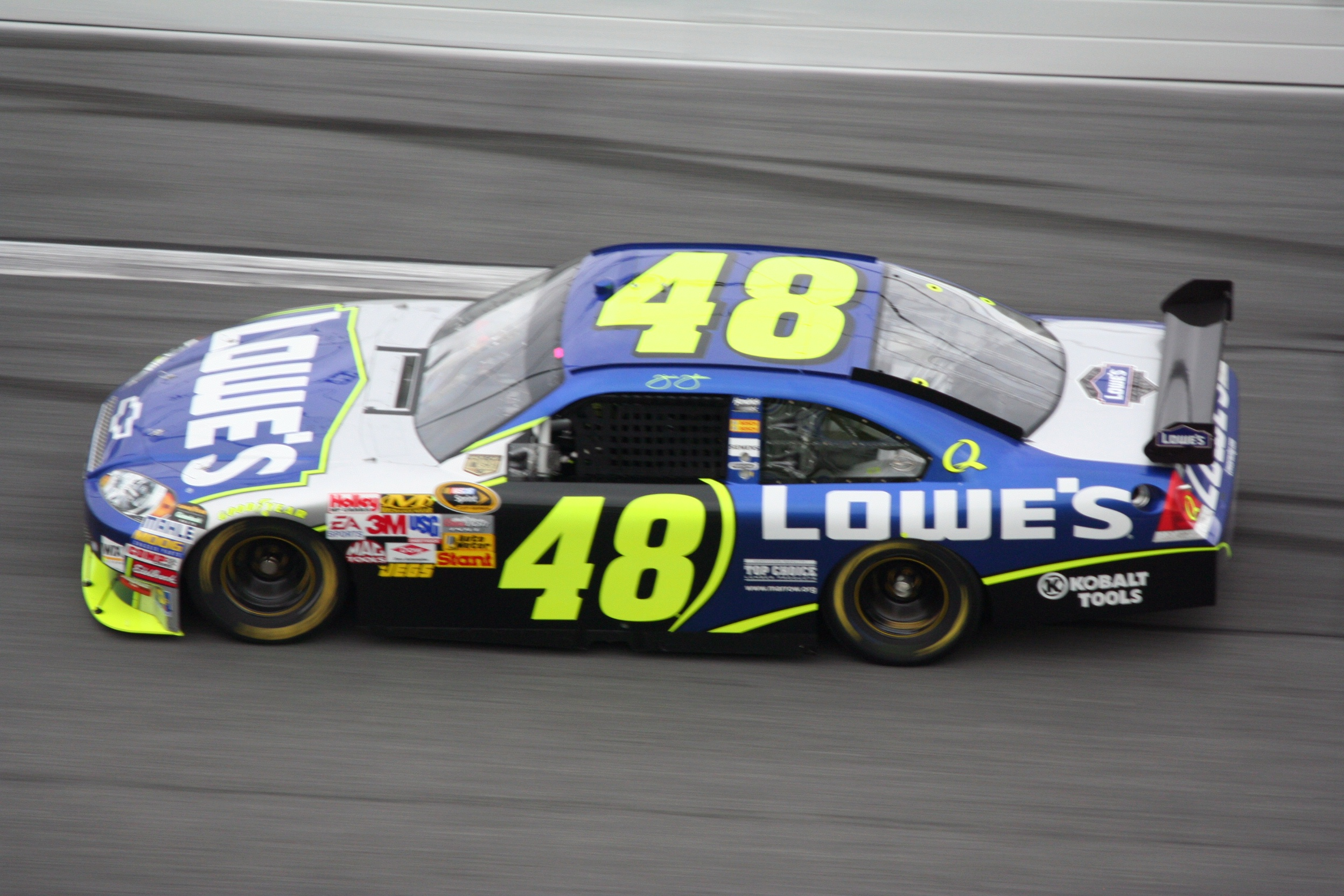
Jimmie Johnson venceu o campeonato de pilotos por cinco vezes consecutivas, um recorde conquistado mais recentemente em 2010.

Dez pilotos conseguiram ter títulos consecutivos no campeonato de pilotos da Sprint Cup Series.
| Títulos | Piloto          | Temporadas                          |
| ------- | --------------- | ----------------------------------- |
| 5       | Jimmie Johnson  | 2006–2010                           |
| 3       | Cale Yarborough | 1976–1978                           |
| 2       | Buck Baker      | 1956–1957                           |
| 2       | Lee Petty       | 1958–1959                           |
| 2       | Joe Weatherly   | 1962–1963                           |
| 2       | Richard Petty   | 1971–1972, 1974-1975                |
| 2       | Darrell Waltrip | 1981–1982                           |
| 2       | David Pearson   | 1968–1969                           |
| 2       | Dale Earnhardt  | 1986–1987, 1990 – 1991, 1993 – 1994 |
| 2       | Jeff Gordon     | 1997–1998                           |